# Santiago de Surco
Santiago de Surco, ook bekend als Surco, is een district van de Peruaanse provincie Lima. Het grenst in het noorden aan Ate en La Molina, in het westen aan San Borja, Surquillo, Miraflores en Barranco, in het oosten aan San Juan de Miraflores, en in het zuiden aan Chorillos. Het district telt 344.000 inwoners (2015).
Het noorden van Surco, dat vlak bij San Borja en La Molina ligt, is ook wel bekend als Monterrico en Chacarilla. Deze delen zijn beter ontwikkeld dan het zuiden van Surco. Hier wonen welvarende huishoudens en er zijn vier grote winkelcentra.

## Onderwijs
In Surco zijn de volgende universiteiten gevestigd.
- Universidad de Lima
- ESAN
- Universidad Ricardo Palma
- UPC

## Winkelcentra
De grootse winkelcentra van Lima zijn gevestigd in Surco.
- Jockey Plaza
- Caminos del Inca
- Chacarilla
- El Polo

Santiago de Surco heeft 5 prijzen gewonnen voor de best behouden groene gebieden in Lima.

## Transport
Door Surco lopen wegen die belangrijke delen van de stad met elkaar verbinden. Ook zijn er van Lijn 1 van de Metro van Lima 3 stations in Surco (Jorge Chavez, Ayacucho en Cabitos).

## Geschiedenis
Het gebied van Santiago de Surco was al bevolkt voor de Inca's. Tijdens het Onderkoninkrijk Peru was Surco een vakantieoord voor de rijke bevolking. In die tijd bestond Surco niet alleen uit hun huidige gebied maar ook uit het tegenwoordige Barranco, Chorrillos en enkele andere gebieden.
Het district Santiago de Surco werd gecreëerd bij Wet 6644 op 16 december 1929. Daarvoor maakte het deel uit van Barranco.

## Bestuurlijke indeling
Het district is een onderdeel van de provincie Lima in de gelijknamige regio van Peru en maakt deel uit van de metropool Lima Metropolitana.